# Eva Elfie
Eva Elfie, pseudonimo di Julija Sergeevna Romanova (in russo Ю́лия Серге́евна Рома́нова?; Omsk, 27 luglio 1997), è un'attrice pornografica russa.

## Biografia
Dopo essersi diplomata al liceo, nel 2018 si è trasferita a Mosca.
L'esordio nel mondo dell'industria per adulti è avvenuto nell'autunno dello stesso anno, posando come modella erotica. Mesi dopo si è recata in Repubblica Ceca, dove ha iniziato a recitare in film a luci rosse. Dopo essere tornata a Mosca, nel febbraio 2019 ha creato il suo canale personale su Pornhub.
Nell'ottobre 2020, ha vinto il suo primo premio agli XBIZ Europa Awards nella categoria "Female Artist of the Year". Nel gennaio 2021, ha vinto l'AVN Award come "Best New Foreign Starlet".
Nel 2023 è stata protagonista del documentario diretto da Evgenija Milyh, "Artyom ed Eva"; mentre nel marzo 2024 ha fatto una apparizione nel videoclip di Boobs, singolo del gruppo musicale russo Little Big.

## Riconoscimenti
AVN Awards
- 2021 – AVN Award Best New Foreign Starlet[5]
- 2022 - Favorite Indie Clip Star (Fan's Award)[6]
- 2024 – Best International - Shot All Girl Sex Scene per Dollhouse 2 con Little Caprice[7]

XBIZ Awards
- 2023 - Clip Artist of the Year[8]

XBIZ Europa Awards
- 2020 - Female Clip Artist of the Year[9]